# Nati il 5 aprile
| Questa pagina contiene informazioni ricavate automaticamente dalle voci biografiche con l'ausilio del template Bio e di un bot. L'aggiornamento è periodico e automatico e ricostruisce completamente la pagina. Se manca una persona in questa lista, sei pregato di non aggiungerla, ma accertati piuttosto che la sua voce biografica contenga il template Bio e che i dati anagrafici siano correttamente compilati. Se il template Bio manca, inseriscilo tu stesso o, in alternativa, metti l'avviso {{tmp\|Bio}} che ne segnala la mancanza. Se i dati riportati sono sbagliati, correggi direttamente la voce biografica; le modifiche saranno visibili in questa lista entro pochi giorni. Per chiarimenti vedi il progetto biografie. La lista contiene solo le 1.178 persone che sono citate nell'enciclopedia e per le quali è stato implementato correttamente il template Bio. Pagina aggiornata al 9 ago 2025. |

## XIII secolo(2)
- 1279 - Al-Nuwayri, storico e enciclopedista egiziano († 1333)
- 1288 - Go-Fushimi, imperatore giapponese († 1336)

## XIV secolo(1)
- 1365 - Guglielmo II di Baviera-Straubing, nobile († 1417)

## XV secolo(3)
- 1447 - Caterina da Genova, mistica e veggente italiana († 1510)
- 1464 - Antonio Alamanni, poeta italiano († 1528)
- 1472 - Bianca Maria Sforza, nobile italiana († 1510)

## XVI secolo(15)
- 1521 - Francesco Laparelli, architetto italiano († 1570)
- 1523 - Jacopo Foscarini, politico, diplomatico e militare italiano († 1603)
- 1523 - Blaise de Vigenère, diplomatico, crittografo e traduttore francese († 1596)
- 1527 - Giuseppe Arcimboldo, pittore italiano († 1593)
- 1533 - Giulio Feltrio della Rovere, cardinale italiano († 1578)
- 1535 - Johannes Borcholten, giurista tedesco († 1593)
- 1539 - Giorgio Federico di Brandeburgo-Ansbach, nobile († 1603)
- 1543 - Timoleone di Cossé, nobile e militare francese († 1569)
- 1549 - Francesca d'Orléans-Longueville, nobile francese († 1601)
- 1549 - Elisabetta Vasa, principessa svedese († 1597)
- 1550 - Andrés Pacheco, patriarca cattolico spagnolo († 1626)
- 1561 - Filiberto Milliet, arcivescovo cattolico italiano († 1625)
- 1568 - Papa Urbano VIII, papa, vescovo cattolico e cardinale italiano († 1644)
- 1588 - Thomas Hobbes, filosofo inglese († 1679)
- 1591 - Federico Ulrico di Brunswick-Lüneburg, nobile († 1634)

## XVII secolo(18)
- 1604 - Carlo IV di Lorena, nobile († 1675)
- 1606 - Nicolas Perrot d'Ablancourt, traduttore e scrittore francese († 1664)
- 1607 - Honoré Fabri, teologo, matematico e fisico francese († 1688)
- 1616 - Federico del Palatinato-Zweibrücken, nobile tedesco († 1661)
- 1621 - Giovanni Francesco Lazzarelli, abate, giurista e poeta italiano († 1693)
- 1622 - Vincenzo Viviani, matematico, astronomo e ingegnere italiano († 1703)
- 1648 - Marcantonio Franceschini, pittore italiano († 1729)
- 1649 - Elihu Yale, statunitense († 1721)
- 1656 - Nikita Demidov, imprenditore russo († 1725)
- 1661 - Karl August I von Alvensleben, scrittore tedesco († 1697)
- 1661 - Constantijn Francken, pittore fiammingo († 1717)
- 1664 - Elisabetta Teresa di Lorena, nobildonna francese († 1748)
- 1668 - Giuseppe Bolagnos, nobile, diplomatico e politico spagnolo († 1732)
- 1674 - Elisabetta Sofia di Brandeburgo, principessa († 1748)
- 1675 - Claudia De Angelis, religiosa italiana († 1715)
- 1680 - Carlo Vincenzo Ferrero d'Ormea, nobile e politico italiano († 1745)
- 1691 - Luigi VIII d'Assia-Darmstadt, nobile († 1768)
- 1692 - Adrienne Lecouvreur, attrice teatrale francese († 1730)

## XVIII secolo(51)
- 1702 - Stephen Leake, numismatico, genealogista e araldista britannico († 1773)
- 1708 - Augustin-Joseph de Mailly, generale francese († 1794)
- 1709 - Antonio Giuseppe della Torre di Rezzonico, scrittore e militare italiano († 1785)
- 1710 - Semën Kirillovič Naryškin, ambasciatore russo († 1775)
- 1719 - Ottavio Bertotti Scamozzi, architetto italiano († 1790)
- 1719 - Axel von Fersen il Vecchio, politico e generale svedese († 1794)
- 1723 - Giorgio Anselmi, pittore italiano († 1797)
- 1723 - Giovanni Battista Feroggio, architetto italiano († 1795)
- 1724 - Silvestro Jacobelli, scultore italiano
- 1726 - Giovan Battista Campidori, architetto italiano († 1781)
- 1726 - Benjamin Harrison V, politico statunitense († 1791)
- 1727 - Pasquale Anfossi, compositore e violinista italiano († 1797)
- 1727 - Federico Guglielmo di Vestfalia, vescovo cattolico tedesco († 1789)
- 1729 - Federico Carlo Ferdinando di Braunschweig-Bevern, nobile danese († 1809)
- 1729 - Giovanni Carlo Vincenzo Giovio, arcivescovo cattolico italiano († 1793)
- 1730 - Jean Baptiste Louis Georges Seroux d'Agincourt, storico dell'arte francese († 1814)
- 1732 - Jean-Honoré Fragonard, pittore francese († 1806)
- 1735 - František Herzan von Harras, cardinale e vescovo cattolico ceco († 1804)
- 1738 - Juan Vicente de Güemes Padilla Horcasitas y Aguayo, generale spagnolo († 1799)
- 1739 - Philemon Dickinson, politico e generale statunitense († 1809)
- 1741 - Jean-René de Verdun de La Crenne, militare e scienziato francese († 1805)
- 1747 - Francesco Amoretti, incisore italiano († 1817)
- 1749 - Tommaso Puccini, gallerista italiano († 1811)
- 1751 - Maria Lullin, entomologa svizzera († 1822)
- 1752 - Sébastien Érard, cembalaro e imprenditore francese († 1831)
- 1761 - Sybil Ludington, patriota statunitense († 1839)
- 1763 - Carlo Frigerio, pittore italiano († 1800)
- 1766 - Pietro Marchetti, scultore italiano († 1846)
- 1768 - Dietrich Ludwig Gustav Karsten, mineralogista tedesco († 1810)
- 1769 - Thomas Hardy, I baronetto, ufficiale britannico († 1839)
- 1772 - Auguste Étienne Marie Gourlez de Lamotte, generale francese († 1836)
- 1773 - Teresa di Meclemburgo-Strelitz, nobile tedesca († 1839)
- 1775 - Giuseppe Renaud di Falicon, generale italiano († 1850)
- 1775 - Johann Nepomuk Rust, chirurgo tedesco († 1840)
- 1776 - Gaspare Coller, magistrato e politico italiano († 1855)
- 1777 - Marie Jules César Savigny, botanico e zoologo francese († 1851)
- 1778 - Giuseppe Leoni, illusionista italiano
- 1779 - Manuel Vicente Maza, politico e avvocato argentino († 1839)
- 1783 - Vincenzo Raffaelli, artista italiano († 1865)
- 1784 - Louis Spohr, compositore, violinista e direttore d'orchestra tedesco († 1859)
- 1785 - Thomas Hay-Drummond, XI conte di Kinnoull, nobile scozzese († 1866)
- 1788 - Michail Fëdorovič Orlov, diplomatico e militare russo († 1842)
- 1788 - Franz Pforr, pittore tedesco († 1812)
- 1790 - Cornelis Richard Anton van Bommel, vescovo cattolico olandese († 1852)
- 1793 - Casimir Delavigne, scrittore francese († 1843)
- 1793 - Félix de Muelenaere, politico belga († 1862)
- 1795 - Henry Havelock, militare britannico († 1857)
- 1797 - Galileo Pallotta, medico italiano († 1885)
- 1799 - Vincenzo Fioravanti, compositore italiano († 1877)
- 1800 - Ignazio Alessandro Pallavicini, politico italiano († 1871)
- 1800 - Emanuele Pancaldo, politico italiano († 1893)

## XIX secolo(172)
- 1801 - Félix Dujardin, zoologo e botanico francese († 1860)
- 1801 - Vincenzo Gioberti, presbitero, patriota e filosofo italiano († 1852)
- 1803 - Germano Germanetti, politico italiano († 1885)
- 1803 - Auguste Pittaud de Forges, drammaturgo e librettista francese († 1881)
- 1804 - Matthias Jacob Schleiden, botanico tedesco († 1881)
- 1805 - Pietro De Rossi di Santarosa, avvocato, politico e scrittore italiano († 1850)
- 1805 - Francesco Franchini, patriota e politico italiano († 1875)
- 1806 - Domenico Ventura, arcivescovo cattolico italiano († 1862)
- 1807 - Francesco Viganò, economista, scrittore e patriota italiano († 1891)
- 1809 - Francesco Gaude, cardinale italiano († 1860)
- 1809 - Karl Felix Halm, filologo classico e bibliotecario tedesco († 1882)
- 1809 - George Selwyn, missionario e vescovo anglicano britannico († 1878)
- 1810 - Henry Creswicke Rawlinson, militare, diplomatico e orientalista inglese († 1895)
- 1811 - Maria Brignole Sale De Ferrari, filantropa italiana († 1888)
- 1811 - Jules Dupré, pittore francese († 1889)
- 1811 - Germain Metternich, militare e rivoluzionario tedesco († 1862)
- 1812 - Henri Place, pittore francese († 1880)
- 1813 - Giuseppe Tirelli, prefetto e politico italiano († 1887)
- 1814 - Felix von Lichnowski, politico tedesco († 1848)
- 1816 - Samuel Freeman Miller, giudice, avvocato e medico statunitense († 1890)
- 1822 - Paolo Ferrari, commediografo italiano († 1889)
- 1822 - Émile de Laveleye, economista e saggista belga († 1892)
- 1826 - Giuseppe Turrini, indologo italiano († 1899)
- 1827 - Joseph Lister, medico britannico († 1912)
- 1827 - Georg Voigt, storico e umanista tedesco († 1891)
- 1828 - Pietro Platania, compositore italiano († 1907)
- 1829 - Giuseppe Eugenio Balsamo, inventore e politico italiano († 1901)
- 1829 - Louis d'Estampes, scrittore e saggista francese († 1898)
- 1830 - Vilhelm Valdemar Petersen, architetto danese († 1913)
- 1831 - Bernhard Danckelmann, botanico tedesco († 1901)
- 1832 - Franklin Edson, politico statunitense († 1904)
- 1832 - Jules Ferry, politico francese († 1893)
- 1832 - Isabelle Hittorff, archeologa francese († 1889)
- 1832 - Giuseppe de Blasiis, storico e patriota italiano († 1914)
- 1833 - Arthur Gehlert, imprenditore, politico e compositore di scacchi tedesco († 1904)
- 1834 - Angelo Bottino, militare italiano († 1866)
- 1834 - Eliodoro Lombardi, poeta e scrittore italiano († 1894)
- 1834 - Prentice Mulford, scrittore statunitense († 1891)
- 1834 - Frank Richard Stockton, scrittore e umorista statunitense († 1902)
- 1835 - Vincenzo Maria Sarnelli, arcivescovo cattolico italiano († 1898)
- 1837 - Algernon Swinburne, poeta e drammaturgo britannico († 1909)
- 1838 - Alpheus Hyatt, zoologo e paleontologo statunitense († 1902)
- 1838 - Angelo Rossi, politico italiano († 1913)
- 1840 - Francesco Speranzini, patriota e militare italiano († 1923)
- 1841 - Marie-Prosper-Adolphe de Bonfils, vescovo cattolico francese († 1912)
- 1843 - Petko Karavelov, politico bulgaro († 1903)
- 1844 - Osbert Chadwick, ingegnere britannico († 1913)
- 1844 - Montague Chamberlain, ornitologo e naturalista canadese († 1924)
- 1845 - Friedrich Merkel, anatomista e patologo tedesco († 1919)
- 1846 - Henry Wellesley, III duca di Wellington, nobile inglese († 1900)
- 1847 - Francis Egerton, III conte di Ellesmere, nobile e ufficiale inglese († 1914)
- 1848 - Leonardo Bianchi, neurologo, psichiatra e politico italiano († 1927)
- 1848 - William Copeland Borlase, antiquario e politico britannico († 1899)
- 1848 - Ulrich Wille, generale svizzero († 1925)
- 1850 - Enrico Mazzanti, ingegnere e disegnatore italiano († 1910)
- 1852 - Émile Billard, velista francese († 1930)
- 1852 - Franz Eckert, compositore tedesco († 1916)
- 1852 - Ettore Levi Della Vida, banchiere, imprenditore e dirigente d'azienda italiano († 1923)
- 1852 - Walter Winans, tiratore a segno e scultore statunitense († 1920)
- 1853 - Alfonso Rendano, pianista e compositore italiano († 1931)
- 1855 - Michele Catti, pittore italiano († 1914)
- 1855 - Ray W. Jones, politico statunitense († 1919)
- 1856 - Booker T. Washington, educatore, scrittore e oratore statunitense († 1915)
- 1857 - Alessandro I di Bulgaria, sovrano († 1893)
- 1859 - Carl Frithjof Smith, pittore norvegese († 1917)
- 1859 - Gaston de Latenay, pittore e incisore francese († 1943)
- 1860 - Harry Barlow, tennista britannico († 1917)
- 1861 - Alfonso Riguzzi, militare italiano († 1903)
- 1862 - Louis Ganne, compositore e direttore d'orchestra francese († 1923)
- 1862 - Clemente Grimaldi, agronomo, botanico e politico italiano († 1915)
- 1862 - Vincenzo Jerace, scultore e decoratore italiano († 1947)
- 1862 - Leo Stern, violoncellista inglese († 1904)
- 1862 - Albert Chevallier Tayler, pittore inglese († 1925)
- 1863 - Vittoria d'Assia-Darmstadt, principessa tedesca († 1950)
- 1863 - Brunetto Calamai, imprenditore italiano († 1936)
- 1863 - Leonilde Gabbi, soprano italiana († 1919)
- 1865 - John Bretland Farmer, botanico britannico († 1944)
- 1865 - Emilio Sailer, militare e politico italiano († 1945)
- 1866 - Francisco Acebal, scrittore e drammaturgo spagnolo († 1932)
- 1866 - Andrea Torre, giornalista e politico italiano († 1940)
- 1867 - Ernest Lewis, tennista britannico († 1930)
- 1867 - Helen Stratton, illustratrice britannica († 1961)
- 1868 - Enrico Bemporad, editore italiano († 1944)
- 1868 - Leopold Freund, radiologo austriaco († 1943)
- 1869 - Arthur Donaldson, attore e regista svedese († 1955)
- 1869 - Albert Roussel, compositore francese († 1937)
- 1869 - Sergej Alekseevič Čaplygin, fisico, matematico e ingegnere sovietico († 1942)
- 1870 - Georges Clerc-Rampal, militare, scrittore e storico francese († 1958)
- 1870 - Hatice Sultan, principessa ottomana († 1938)
- 1870 - Motobu Chōki, karateka giapponese († 1944)
- 1870 - Giacinto Motta, ingegnere, dirigente d'azienda e politico italiano († 1943)
- 1871 - Stanisław Grabski, politico, diplomatico e economista polacco († 1949)
- 1871 - Søren Absalon Larsen, fisico danese († 1957)
- 1871 - Federico Guglielmo di Meclemburgo-Schwerin, principe († 1897)
- 1872 - David Pinski, scrittore e sceneggiatore russo († 1959)
- 1873 - Joseph Rheden, astronomo austriaco († 1946)
- 1874 - Manuel María Ponce Brousset, politico e generale peruviano († 1966)
- 1874 - Emmanuel Célestin Suhard, cardinale e arcivescovo cattolico francese († 1949)
- 1875 - Arturo Caroti, politico e scrittore italiano († 1931)
- 1875 - Pietro Parenti, pittore, scultore e letterato italiano († 1948)
- 1876 - Carlo Servolini, pittore italiano († 1948)
- 1877 - Alfredo Robert, attore, regista e produttore cinematografico italiano († 1964)
- 1877 - Walter Sutton, biologo statunitense († 1916)
- 1878 - Italo Bonardi, avvocato e politico italiano († 1962)
- 1878 - Albert Champion, ciclista su strada e pistard francese († 1927)
- 1878 - Georg Misch, filosofo tedesco († 1965)
- 1878 - Dominique Ravoux, ginnasta francese († 1950)
- 1878 - Paul Weinstein, altista, astista e lunghista tedesco († 1964)
- 1879 - Arthur Berriedale Keith, indologo scozzese († 1944)
- 1880 - Eric Carlberg, tiratore a segno, schermidore e pentatleta svedese († 1963)
- 1880 - Vilhelm Carlberg, tiratore a segno svedese († 1970)
- 1880 - Münire Sultan, principessa ottomana († 1939)
- 1881 - Arthur Caswell Parker, archeologo, storico e etnologo statunitense († 1955)
- 1882 - Max Schwarzer, illustratore tedesco († 1955)
- 1882 - Song Jiaoren, rivoluzionario cinese († 1913)
- 1882 - Simon Vratsian, politico e attivista armeno († 1969)
- 1883 - Andrea Della Corte, musicologo e critico musicale italiano († 1968)
- 1885 - Drusilla Tanzi, scrittrice italiana († 1963)
- 1886 - Gotthelf Bergsträsser, linguista e orientalista tedesco († 1933)
- 1886 - Sandro Camasio, giornalista, scrittore e regista italiano († 1913)
- 1886 - Giuseppe Gabetti, germanista italiano († 1948)
- 1886 - Knut Anton Walter Gyllenberg, astronomo svedese († 1952)
- 1886 - Gustavo Jiménez, politico peruviano († 1933)
- 1886 - Frederick Lindemann, fisico britannico († 1957)
- 1886 - Antonio Maraini, politico, scultore e critico d'arte italiano († 1963)
- 1887 - William Cowhig, ginnasta britannico († 1964)
- 1887 - Hedwig Kohn, fisica tedesca († 1964)
- 1888 - Franklin Van Valkenburgh, militare e marinaio statunitense († 1941)
- 1889 - Vicente Iranzo Enguita, politico spagnolo († 1961)
- 1889 - Otto Fehlmann, calciatore svizzero († 1977)
- 1889 - Umberto Fracchia, scrittore italiano († 1930)
- 1889 - Mestre Pastinha, artista marziale brasiliano († 1981)
- 1889 - Curt Siewert, generale tedesco († 1983)
- 1889 - Harold e Dorothy Smith, attore britannico († 1975)
- 1890 - Karl Kirk, ginnasta danese († 1955)
- 1890 - William Moore, mezzofondista britannico († 1956)
- 1891 - Alf Malcolm Andersen, calciatore norvegese († 1928)
- 1891 - Frederick Foley, medico statunitense († 1966)
- 1891 - Arnold Jackson, mezzofondista britannico († 1972)
- 1891 - Laura Vicuña, cilena († 1904)
- 1892 - Ray Bonney, hockeista su ghiaccio statunitense († 1964)
- 1892 - Roberto Maretto, aviatore italiano († 1942)
- 1892 - Hans von Keudell, militare e aviatore tedesco († 1917)
- 1893 - Frithjof Andersen, lottatore norvegese († 1975)
- 1893 - Ugo Ruggeri, ciclista su strada italiano († 1990)
- 1893 - Pal Szabó, scrittore ungherese († 1971)
- 1893 - Clas Thunberg, pattinatore di velocità su ghiaccio finlandese († 1973)
- 1894 - John Bevan, militare britannico († 1978)
- 1894 - Carl Rudolf Florin, botanico svedese († 1965)
- 1894 - Andrée e Suzanne Lumière, attrice francese († 1918)
- 1895 - Mike O'Dowd, pugile statunitense († 1957)
- 1896 - Einar Lundborg, ufficiale e aviatore svedese († 1931)
- 1896 - Marco Sasso, militare italiano († 1917)
- 1897 - Ottavio Abbati, politico, antifascista e pubblicista italiano († 1951)
- 1897 - Mario Capurro, calciatore italiano († 1956)
- 1897 - Frede Hansen, ginnasta danese († 1979)
- 1897 - Robert Mohr, poliziotto e militare tedesco († 1977)
- 1898 - Dutch Dehnert, cestista e allenatore di pallacanestro statunitense († 1979)
- 1898 - August Frank, funzionario tedesco († 1984)
- 1898 - Leonida Repaci, scrittore, saggista e poeta italiano († 1985)
- 1899 - Lorenzo Bianchi, missionario e vescovo cattolico italiano († 1983)
- 1899 - Alfred Blalock, chirurgo statunitense († 1964)
- 1899 - Celso Maria Poncini, militare e drammaturgo italiano († 1948)
- 1899 - Roy Royston, attore britannico († 1976)
- 1900 - Herbert Bayer, artista austriaco († 1985)
- 1900 - Ferdinando Carbone, giurista, magistrato e funzionario italiano († 1990)
- 1900 - Sof'ja Magarill, attrice sovietica († 1943)
- 1900 - Max Morise, artista, scrittore e attore francese († 1973)
- 1900 - Elisabeth Neumann-Viertel, attrice austriaca († 1994)
- 1900 - Roman Steinberg, lottatore estone († 1939)
- 1900 - Jean-Pierre Stock, canottiere francese († 1950)
- 1900 - Spencer Tracy, attore statunitense († 1967)

## XX secolo(878)
- 1901 - Terence Arnold, bobbista britannico († 1986)
- 1901 - Curt Bois, attore tedesco († 1991)
- 1901 - Jacopo Comin, regista e sceneggiatore italiano († 1972)
- 1901 - Melvyn Douglas, attore statunitense († 1981)
- 1901 - Doggie Julian, allenatore di pallacanestro statunitense († 1967)
- 1902 - Take Asai, giapponese († 1994)
- 1902 - Giuseppe Marotta, scrittore, sceneggiatore e paroliere italiano († 1963)
- 1902 - Menachem Mendel Schneerson, filosofo, mistico e rabbino ucraino († 1994)
- 1903 - Enzo Aita, tenore italiano († 1971)
- 1903 - Marion Aye, attrice statunitense († 1951)
- 1903 - Edric Bastyan, generale e politico inglese († 1980)
- 1904 - Joseph Beecken, pugile belga († 1948)
- 1904 - Richard Eberhart, poeta statunitense († 2005)
- 1905 - Anna Chandy, giudice indiana († 1996)
- 1905 - Effat Nagy, pittrice e artista egiziana († 1994)
- 1905 - Ilio Guerrini, calciatore italiano († 1984)
- 1905 - Jaroslav Poláček, calciatore cecoslovacco († 1927)
- 1905 - Ramón Torrado, regista e sceneggiatore spagnolo († 1990)
- 1906 - Fernando Germani, organista italiano († 1998)
- 1906 - Richard Hallock, archeologo statunitense († 1980)
- 1906 - Aulis Koponen, calciatore finlandese († 1978)
- 1906 - Ted Morgan, pugile neozelandese († 1952)
- 1906 - Albert Charles Smith, botanico statunitense († 1999)
- 1906 - Grady Sutton, attore statunitense († 1995)
- 1907 - Emilio Bergamini, calciatore italiano († 1971)
- 1907 - Sanya Dharmasakti, politico e giurista thailandese († 2002)
- 1907 - Simone Jouglas, ceramista francese († 2001)
- 1907 - Fernando Vandelli, martellista italiano († 1977)
- 1908 - Bette Davis, attrice statunitense († 1989)
- 1908 - Herbert von Karajan, direttore d'orchestra austriaco († 1989)
- 1908 - Kurt Neumann, regista tedesco († 1958)
- 1909 - Baba Bedi XVI, mistico indiano († 1993)
- 1909 - Albert R. Broccoli, produttore cinematografico statunitense († 1996)
- 1909 - E. Lloyd Du Brul, anatomista statunitense († 1996)
- 1909 - Ernst Engelberg, storico tedesco († 2010)
- 1909 - Laurence Feininger, musicologo e presbitero tedesco († 1976)
- 1909 - Giacomo Gentilomo, regista cinematografico e sceneggiatore italiano († 2001)
- 1909 - Károly Sós, calciatore e allenatore di calcio ungherese († 1991)
- 1910 - Roberto De Robertis, pittore italiano († 1978)
- 1910 - Silvio Guarnieri, critico letterario e saggista italiano († 1992)
- 1910 - Dudey Moore, cestista e allenatore di pallacanestro statunitense († 1984)
- 1910 - Oronzo Pugliese, calciatore e allenatore di calcio italiano († 1990)
- 1910 - Saverio Turiello, pugile italiano († 1988)
- 1911 - Martin Denny, pianista e compositore statunitense († 2005)
- 1911 - Georg Liebsch, sollevatore tedesco († 1998)
- 1911 - Hédi Nouira, politico tunisino († 1993)
- 1911 - Dieter Oesterlen, architetto tedesco († 1994)
- 1911 - Walter Warwick Sawyer, matematico e divulgatore scientifico inglese († 2008)
- 1911 - Robert Jan Verbelen, militare belga († 1990)
- 1912 - Piero Antona, calciatore italiano († 1969)
- 1912 - Annibale Arces, pittore italiano († 1994)
- 1912 - Giulio Battistini, politico italiano († 2004)
- 1912 - Jéhan Buhan, schermidore francese († 1999)
- 1912 - Franco Caprioli, fumettista e pittore italiano († 1974)
- 1912 - Habib Elghanian, imprenditore e filantropo iraniano († 1979)
- 1912 - Antonio Ferri, ingegnere italiano († 1975)
- 1912 - Carlos Guastavino, compositore argentino († 2000)
- 1912 - Gordon Jones, attore statunitense († 1963)
- 1912 - John Le Mesurier, attore britannico († 1983)
- 1912 - István Örkény, scrittore ungherese († 1979)
- 1912 - Ricardo Arias, politico e imprenditore panamense († 1993)
- 1912 - Bill Roberts, velocista britannico († 2001)
- 1913 - Edoardo Alfieri, scultore italiano († 1998)
- 1913 - Nicolas Grunitzky, politico togolese († 1969)
- 1913 - Ruth Smith, pittrice faroese († 1958)
- 1913 - Aroldo Soffritti, militare e aviatore italiano († 1977)
- 1913 - Griselda Álvarez, politica, scrittrice e attivista messicana († 2009)
- 1914 - Felice Borel, allenatore di calcio e calciatore italiano († 1993)
- 1914 - Jack Davis, attore statunitense († 1992)
- 1914 - Fabio Del Bianco, allenatore di calcio e calciatore italiano († 2003)
- 1915 - John McLendon, allenatore di pallacanestro statunitense († 1999)
- 1915 - Sergio Sammartino, militare italiano († 1943)
- 1916 - Gregory Peck, attore statunitense († 2003)
- 1916 - Carlo Pfister, militare e aviatore italiano († 1943)
- 1917 - Robert Bloch, scrittore e sceneggiatore statunitense († 1994)
- 1917 - Frans Gommers, calciatore belga († 1996)
- 1918 - Alda Croce, saggista e ambientalista italiana († 2009)
- 1919 - Lester James Peries, regista cingalese († 2018)
- 1919 - Sergij Vilfan, storico sloveno († 1996)
- 1920 - Barend Biesheuvel, politico olandese († 2001)
- 1920 - Giovanni Bonalumi, scrittore e saggista svizzero († 2002)
- 1920 - Chatichai Choonhavan, politico e generale thailandese († 1998)
- 1920 - Antonio Comelli, politico italiano († 1998)
- 1920 - John Willem Nicolaysen Gran, vescovo cattolico norvegese († 2008)
- 1920 - Arthur Hailey, scrittore britannico († 2004)
- 1920 - Lino Ravecca, sindacalista italiano († 1999)
- 1920 - Gianna Rusconi, cestista italiana
- 1920 - Feodora Schenk, nobile e altista tedesca († 2006)
- 1920 - Alfonso Thiele, pilota automobilistico statunitense († 1986)
- 1921 - Salvatore Cannarozzo, paracadutista italiano († 1953)
- 1921 - Onelia Fineschi, soprano italiana († 2004)
- 1921 - Christopher Hewett, attore e regista teatrale inglese († 2001)
- 1921 - Piero Mocca, calciatore italiano
- 1921 - Félix Pironti, calciatore francese († 1999)
- 1921 - Orlando Strinati, allenatore di calcio e calciatore italiano († 2004)
- 1921 - Ferdinando Valletti, dirigente d'azienda, calciatore e partigiano italiano († 2007)
- 1921 - Nie Yuanzi, docente e politica cinese († 2019)
- 1922 - Renato Dardozzi, presbitero e ingegnere italiano († 2003)
- 1922 - Tom Finney, calciatore inglese († 2014)
- 1922 - Andy Linden, pilota automobilistico statunitense († 1987)
- 1922 - Giovanni Sinchetto, fumettista italiano († 1991)
- 1922 - Pierluigi Spadolini, architetto e designer italiano († 2000)
- 1922 - Gale Storm, attrice e cantante statunitense († 2009)
- 1923 - Medina Barbattini, operaia e politica italiana († 2012)
- 1923 - Božidar Božilov, poeta, pubblicista e traduttore bulgaro († 2006)
- 1923 - Léon Fleuriot, linguista e storico francese († 1987)
- 1923 - Michael V. Gazzo, attore, drammaturgo e sceneggiatore statunitense († 1995)
- 1923 - Alberto Imperiali, partigiano italiano († 2006)
- 1923 - Ernest Mandel, economista, politologo e politico belga († 1995)
- 1923 - Nguyễn Văn Thiệu, generale e politico vietnamita († 2001)
- 1924 - Robert Davine, fisarmonicista e insegnante statunitense († 2001)
- 1924 - Vera Nandi, attrice e cantante italiana († 1998)
- 1924 - Gianni Rizzo, attore italiano († 1992)
- 1924 - Venanzio Vallerani, agronomo italiano († 2012)
- 1924 - Renzo Zanazzi, ciclista su strada italiano († 2014)
- 1925 - Ettore Benassi, politico e sindacalista italiano († 1992)
- 1925 - Giuseppe Botta, politico italiano († 2008)
- 1925 - Alfredo Carlo Moro, magistrato italiano († 2005)
- 1925 - Pierre Nihant, pistard belga († 1993)
- 1926 - Umberto Cerroni, giurista italiano († 2007)
- 1926 - Roger Corman, regista, produttore cinematografico e attore statunitense († 2024)
- 1926 - Euro Giannini, calciatore italiano († 2015)
- 1926 - Vinka Kitarović, partigiana jugoslava († 2012)
- 1926 - Joseph Rykwert, storico dell'architettura britannico († 2024)
- 1926 - Mario Sabbatella, calciatore argentino († 2012)
- 1927 - Nicola Del Principe, fumettista italiano († 2002)
- 1927 - Arne Hoel, saltatore con gli sci norvegese († 2006)
- 1927 - Thanin Kraivichien, politico, giurista e avvocato thailandese († 2025)
- 1928 - Raffaele Ajello, storico e giurista italiano († 2020)
- 1928 - Michael Bryant, attore britannico († 2002)
- 1928 - Paavo Korhonen, combinatista nordico finlandese († 2019)
- 1928 - Ray Martino, cantante e attore italiano († 2019)
- 1928 - Claudio Trevi, scultore italiano († 1987)
- 1928 - Tony Williams, cantante statunitense († 1992)
- 1928 - Hansrudi Wäscher, fumettista svizzero († 2016)
- 1928 - Katharina von Arx, scrittrice e giornalista svizzera († 2013)
- 1929 - Hugo Claus, scrittore, poeta e drammaturgo belga († 2008)
- 1929 - Ivar Giaever, fisico norvegese († 2025)
- 1929 - Francesco Golisano, attore italiano († 1990)
- 1929 - Nigel Hawthorne, attore e produttore cinematografico britannico († 2001)
- 1929 - Joe Meek, produttore discografico, tecnico del suono e compositore inglese († 1967)
- 1929 - Mahmoud Mollaghasemi, ex lottatore iraniano
- 1930 - Mary Costa, attrice e soprano statunitense
- 1930 - Pierre Lhomme, direttore della fotografia francese († 2019)
- 1930 - Jean Perniceni, cestista e allenatore di pallacanestro francese († 2010)
- 1931 - Giuseppe Angeli, politico e imprenditore italiano († 2016)
- 1931 - Jack Clement, cantante e produttore discografico statunitense († 2013)
- 1931 - Genival Lacerda, cantante, compositore e musicista brasiliano († 2021)
- 1931 - Vasil Mančenko, cestista, allenatore di pallacanestro e giornalista bulgaro († 2010)
- 1931 - Attila Miklósházy, vescovo cattolico ungherese († 2018)
- 1931 - Héctor Olivera, regista cinematografico e sceneggiatore argentino
- 1931 - Lazar Tasić, calciatore jugoslavo († 2003)
- 1932 - Bora Ćosić, scrittore serbo
- 1932 - Giancarlo Dettori, attore italiano
- 1932 - Yukimitsu Kanō, judoka e dirigente sportivo giapponese († 2020)
- 1932 - Sirio Maccioni, scrittore e imprenditore italiano († 2020)
- 1932 - Gianfranco Mingozzi, regista e sceneggiatore italiano († 2009)
- 1932 - Renata Zatti Cicuttini, pianista, compositrice e violoncellista italiana († 2003)
- 1933 - Feridun Buğeker, calciatore turco († 2014)
- 1933 - Frank Gorshin, attore, comico e cabarettista statunitense († 2005)
- 1933 - Oleg Mandić, scrittore croato
- 1933 - Benedetto Vincenzo Nicotra, politico, giurista e magistrato italiano († 2018)
- 1933 - Eugenia Ratti, soprano italiano († 2020)
- 1933 - Peter Stahlknecht, informatico tedesco († 2023)
- 1934 - Sunny Anastasi, calciatore maltese († 2012)
- 1934 - John Carey, docente, giornalista e critico letterario inglese
- 1934 - Roman Herzog, politico e avvocato tedesco († 2017)
- 1934 - Pekka Lehtinen, aracnologo finlandese
- 1934 - Stanley Turrentine, sassofonista statunitense († 2000)
- 1935 - Tommaso Bisagno, politico italiano († 2014)
- 1935 - Gisela Bolaños, modella venezuelana († 2013)
- 1935 - Giovanni Cianfriglia, attore e stuntman italiano († 2024)
- 1935 - Peter Grant, produttore discografico e manager britannico († 1995)
- 1935 - Manabu Koga, nuotatore giapponese († 1974)
- 1935 - Donald Lynden-Bell, astronomo e astrofisico inglese († 2018)
- 1935 - Frank Schepke, canottiere tedesco († 2017)
- 1935 - Bruno Zambrini, musicista e produttore discografico italiano
- 1936 - Piero Angelo Balzardi, politico italiano († 1992)
- 1936 - Davide Boriani, artista italiano
- 1936 - Ronnie Bucknum, pilota di Formula 1 statunitense († 1992)
- 1936 - Jaime Abdul Gutiérrez, generale e politico salvadoregno († 2012)
- 1936 - Natalino Irti, giurista italiano
- 1936 - Glenn Jordan, regista televisivo statunitense
- 1936 - Dragoljub Minić, scacchista serbo († 2005)
- 1936 - Elio Pecora, poeta, scrittore e saggista italiano
- 1936 - Oliviero Visentin, calciatore italiano († 2020)
- 1937 - Rune Börjesson, calciatore svedese († 1996)
- 1937 - Joseph Lelyveld, giornalista statunitense († 2024)
- 1937 - Juan Vicente Lezcano, calciatore paraguaiano († 2012)
- 1937 - John Loridon, cestista belga († 2020)
- 1937 - Rolando Mignani, artista e poeta italiano († 2006)
- 1937 - Jean-Pierre Petit, ingegnere, ufologo e scrittore francese
- 1937 - Colin Powell, generale e politico statunitense († 2021)
- 1937 - Maryanne Trump Barry, avvocata e magistrata statunitense († 2023)
- 1937 - Guido Vildoso Calderón, politico e generale boliviano
- 1938 - Marilyn Ferguson, scrittrice e oratrice statunitense († 2008)
- 1938 - Lew Gerrard, ex tennista neozelandese
- 1938 - Ion Ionescu, allenatore di calcio e ex calciatore rumeno
- 1938 - Keiichirō Kimura, animatore giapponese († 2018)
- 1938 - Giōrgos Siderīs, calciatore greco
- 1939 - David L. Goodstein, fisico statunitense († 2024)
- 1939 - Christian Goudineau, storico francese († 2018)
- 1939 - Luigi Marchesi, fumettista italiano († 2006)
- 1939 - Jean Penders, politico olandese († 2025)
- 1939 - Crispian St. Peters, cantante, musicista e chitarrista britannico († 2010)
- 1939 - David Winters, attore, ballerino e coreografo britannico († 2019)
- 1939 - Leka Zogu, politico albanese († 2011)
- 1939 - Haydar Abu Bakr al-Attas, politico yemenita
- 1940 - Gianfranco Barra, attore italiano († 2025)
- 1940 - Tommy Cash, cantante e chitarrista statunitense († 2024)
- 1940 - Roger De Wilde, pallanuotista belga († 2019)
- 1940 - Stefano Malatesta, giornalista, scrittore e pittore italiano († 2020)
- 1940 - Giovanni Piana, filosofo e saggista italiano († 2019)
- 1941 - Judi Barrett, scrittrice statunitense
- 1941 - Vincent Valentine Egwuchukwu Ezeonyia, vescovo cattolico nigeriano († 2015)
- 1941 - Thomas Rudy, attore italiano († 2021)
- 1941 - Viktor Kurencov, sollevatore sovietico († 2021)
- 1941 - Michael Moriarty, attore statunitense
- 1941 - Giovanni Petrucci, attore, doppiatore e dialoghista italiano
- 1941 - Dave Swarbrick, violinista e chitarrista britannico († 2016)
- 1941 - Bas van Fraassen, filosofo olandese
- 1942 - Allan Clarke, cantante britannico
- 1942 - Pascal Couchepin, politico svizzero
- 1942 - Marisa Fracci, ballerina italiana
- 1942 - Juan Gisbert, ex tennista spagnolo
- 1942 - Peter Greenaway, regista, sceneggiatore e montatore britannico
- 1942 - Kjell-Åke Nilsson, ex altista svedese
- 1942 - Pasquale Onida, politico italiano
- 1942 - Alain Pompidou, politico francese († 2024)
- 1942 - Enric Sió, fumettista spagnolo († 1998)
- 1942 - Armando Stula, cantante, attore e pittore italiano
- 1942 - Toto Torquati, pianista, tastierista e arrangiatore italiano († 2023)
- 1943 - Max Gail, attore statunitense
- 1943 - Fighting Harada, ex pugile giapponese
- 1943 - Sergiu Luca, violinista e insegnante statunitense († 2010)
- 1943 - Luciano Magnalbò, politico italiano
- 1943 - Miet Smet, politica belga († 2024)
- 1943 - Jean-Louis Tauran, cardinale e arcivescovo cattolico francese († 2018)
- 1943 - Skip Thoren, ex cestista statunitense
- 1943 - Robert de Vries, calciatore olandese († 2018)
- 1943 - David Wagstaffe, calciatore inglese († 2013)
- 1944 - Willeke van Ammelrooy, attrice e regista olandese
- 1944 - Bob Bednarski, sollevatore statunitense († 2004)
- 1944 - Hiroyuki Hosoda, politico giapponese († 2023)
- 1944 - Peter T. King, politico statunitense
- 1944 - Evan Parker, musicista e compositore britannico
- 1944 - Willy Planckaert, ex ciclista su strada e ciclocrossista belga
- 1944 - Pedro Rosselló, politico portoricano
- 1945 - Ove Bengtson, ex tennista svedese
- 1945 - Steve Carver, regista statunitense († 2021)
- 1945 - Franca Dall'Olio, ex modella italiana
- 1945 - Doug Favell, ex hockeista su ghiaccio canadese
- 1945 - Paul Hutchins, tennista britannico († 2019)
- 1945 - Katalin Makray, ex ginnasta e first lady ungherese
- 1945 - Craig Raymond, cestista statunitense († 2018)
- 1945 - Sika, wrestler samoano americano († 2024)
- 1945 - Tommy Smith, calciatore inglese († 2019)
- 1945 - Zoran Živković, ex pallamanista serbo
- 1946 - Jane Asher, attrice britannica
- 1946 - Julio Ángel Fernández, astronomo uruguaiano
- 1946 - Fratello Metallo, francescano e cantautore italiano († 2024)
- 1946 - Björn Granath, attore svedese († 2017)
- 1946 - Georgi Mărkov, ex lottatore e politico bulgaro
- 1946 - Jennifer Penney, ex ballerina canadese
- 1946 - Roel Tuinstra, ex cestista olandese
- 1946 - Renata Viti Cavaliere, filosofa italiana
- 1946 - Madeleine Wuilloud, ex sciatrice alpina svizzera
- 1947 - Đurđica Bjedov, ex nuotatrice croata
- 1947 - Endre Blindheim, allenatore di calcio e ex calciatore norvegese
- 1947 - Saveria Chemotti, scrittrice, saggista e critica letteraria italiana
- 1947 - Willy Chirino, musicista e cantautore cubano
- 1947 - Anki Lidén, attrice svedese
- 1947 - Gloria Macapagal-Arroyo, politica filippina
- 1947 - Ramón Mifflin, ex calciatore peruviano
- 1948 - Pierre-Albert Chapuisat, allenatore di calcio e ex calciatore svizzero
- 1948 - Dave Holland, batterista britannico († 2018)
- 1948 - Roy McFarland, ex calciatore e allenatore di calcio inglese
- 1948 - Dano Raffanti, tenore italiano
- 1948 - Tito Tomassini, maestro di scherma italiano
- 1949 - Stanley Dziedzic, ex lottatore statunitense
- 1949 - Larry J. Franco, produttore cinematografico e attore statunitense
- 1949 - Marco Pezzoni, politico italiano
- 1949 - Judith Resnik, astronauta statunitense († 1986)
- 1949 - Antonio Rigamonti, ex calciatore italiano
- 1949 - Zhong Acheng, scrittore cinese
- 1950 - Franklin Chang-Diaz, ex astronauta e fisico statunitense
- 1950 - Ann Carol Crispin, scrittrice di fantascienza statunitense († 2013)
- 1950 - Agnetha Fältskog, cantautrice, compositrice e produttrice discografica svedese
- 1950 - Toshiko Fujita, doppiatrice, attrice e cantante giapponese († 2018)
- 1950 - Miki Manojlović, attore serbo
- 1950 - Stan Smith, ex calciatore bermudiano
- 1950 - Patrick Zaniroli, ex pilota di rally francese
- 1951 - José Carrete, ex calciatore spagnolo
- 1951 - Silvia Di Natale, scrittrice, artista e sociologa italiana
- 1951 - Evgenij Gavrilenko, ostacolista sovietico
- 1951 - Piotr Langosz, ex cestista e allenatore di pallacanestro polacco
- 1951 - Mercedes Milá, giornalista spagnola
- 1951 - Maurizio Migliavacca, politico italiano
- 1951 - Ubolratana Rajakanya di Thailandia, principessa thailandese
- 1952 - Tony Bianchi, scrittore britannico († 2017)
- 1952 - Bengt Gingsjö, nuotatore svedese († 2022)
- 1952 - Sandy Mayer, ex tennista statunitense
- 1952 - Dennis Mortimer, ex calciatore inglese
- 1952 - Mitch Pileggi, attore statunitense
- 1952 - Luca Scacchetti, architetto, designer e teorico dell'architettura italiano († 2015)
- 1952 - Didier Vanoverschelde, ex ciclista su strada e pistard francese
- 1953 - Rossana Boldi, politica italiana
- 1953 - Verona Elder, ex velocista britannica
- 1953 - Keiko Han, attrice e doppiatrice giapponese
- 1953 - Tae Jin-ah, cantante e conduttore radiofonico sudcoreano
- 1953 - Riccardo Pangallo, attore e comico italiano
- 1953 - Anita Raja, scrittrice, germanista e traduttrice italiana
- 1953 - Alì Rashid, politico, giornalista e attivista palestinese († 2025)
- 1954 - Mohamed Ben Mouza, ex calciatore tunisino
- 1954 - Peter Case, cantautore statunitense
- 1954 - Al Fleming, cestista statunitense († 2003)
- 1954 - Carmine Gentile, dirigente sportivo e ex calciatore italiano
- 1954 - Oriano Grop, ex calciatore italiano
- 1954 - Stan Ridgway, cantautore e polistrumentista statunitense
- 1954 - Luis Silvio Rojas, ex calciatore cileno
- 1954 - Horacio del Carmen Valenzuela Abarca, vescovo cattolico cileno
- 1954 - Yoshiichi Watanabe, ex calciatore giapponese
- 1955 - Claudio Ciociola, filologo italiano
- 1955 - Ricardo Ferrero, calciatore argentino († 2015)
- 1955 - Christian Gourcuff, ex calciatore e allenatore di calcio francese
- 1955 - Bernard Longley, arcivescovo cattolico inglese
- 1955 - Lazarus Chakwera, politico malawiano
- 1955 - Enrico Pionetti, allenatore di calcio e ex calciatore italiano
- 1955 - Akira Toriyama, fumettista e character designer giapponese († 2024)
- 1955 - Charlotte de Turckheim, attrice, regista e comica francese
- 1955 - Takayoshi Yamano, ex calciatore giapponese
- 1956 - Leonid Fedun, imprenditore e dirigente sportivo russo
- 1956 - Lis Jeppesen, danzatrice danese
- 1956 - El Risitas, attore e comico spagnolo († 2021)
- 1956 - Gabriel Nigon, ex schermidore svizzero
- 1956 - Diamond Dallas Page, ex wrestler e attore statunitense
- 1956 - Terry Sykes, ex cestista statunitense
- 1956 - Lorenzo Villoresi, profumiere e imprenditore italiano
- 1957 - Andreas Borcherding, attore e doppiatore tedesco
- 1957 - Katherine Harris, politica statunitense
- 1957 - Insooni, cantante sudcoreana
- 1957 - Jurij Maslakov, ex calciatore e ex giocatore di calcio a 5 russo
- 1957 - Reid Ribble, politico statunitense
- 1957 - Patrizia Siorpaes, ex sciatrice alpina italiana
- 1958 - Jesús Alberto Benedé, ex calciatore spagnolo
- 1958 - Henrik Dettmann, allenatore di pallacanestro finlandese
- 1958 - Anthony Horowitz, scrittore e sceneggiatore inglese
- 1958 - Ryōichi Kawakatsu, allenatore di calcio e ex calciatore giapponese
- 1958 - Afzal Khan, politico britannico
- 1958 - Johan Kriek, ex tennista sudafricano
- 1958 - Liu Shouxiang, pittore e insegnante cinese († 2020)
- 1958 - Daniel Schneidermann, giornalista e blogger francese
- 1958 - Susan Sloan, ex nuotatrice canadese
- 1959 - Armin Andres, ex cestista e allenatore di pallacanestro tedesco
- 1959 - Chang Woe-ryong, allenatore di calcio e ex calciatore sudcoreano
- 1959 - Daniele Cioni, tiratore a volo italiano († 2021)
- 1959 - Miguel Ângelo da Luz, allenatore di pallacanestro brasiliano
- 1959 - Yossi Ghinsberg, scrittore israeliano
- 1959 - Osama Kamal, politico e ingegnere egiziano
- 1959 - Satoru Kobayashi, goista giapponese
- 1959 - Nino La Rocca, ex pugile maliano
- 1959 - Stacy Margolin, ex tennista statunitense
- 1960 - Éric Holder, scrittore francese († 2019)
- 1960 - Damon Huard, ex giocatore di football americano statunitense
- 1960 - Hans de Koning, allenatore di calcio e ex calciatore olandese
- 1960 - Güven Kıraç, attore turco
- 1960 - Oliver Luck, ex giocatore di football americano e dirigente sportivo statunitense
- 1960 - Timothy V. Murphy, attore irlandese
- 1960 - Hiromi Taniguchi, ex maratoneta giapponese
- 1960 - Jurij Tarasov, calciatore ucraino († 2000)
- 1960 - Adnan Terzić, politico bosniaco
- 1961 - Anna Caterina Antonacci, mezzosoprano e soprano italiano
- 1961 - Andrea Arnold, regista, sceneggiatrice e attrice britannica
- 1961 - Craig Barron, effettista statunitense
- 1961 - Julio Fernández Correa, ex giocatore di calcio a 5 e allenatore di calcio a 5 spagnolo
- 1961 - Billy Goodwin, ex cestista statunitense
- 1961 - Geir Arne Hagaløkken, ex calciatore norvegese
- 1961 - Richard Howitt, politico britannico
- 1961 - Nurlan Mendygaliev, ex pallanuotista sovietico
- 1961 - Jan Tops, cavaliere olandese
- 1961 - Lisa Zane, attrice e cantautrice statunitense
- 1962 - Lana Clarkson, attrice e modella statunitense († 2003)
- 1962 - Paolo Cova, politico e veterinario italiano
- 1962 - Sara Danius, critica letteraria svedese († 2019)
- 1962 - Richard Gough, ex calciatore e allenatore di calcio scozzese
- 1962 - Saeed Hanaei, serial killer iraniano († 2002)
- 1962 - André Hoekstra, allenatore di calcio e ex calciatore olandese
- 1962 - Kirsan Nikolaevič Iljumžinov, politico e dirigente sportivo russo
- 1962 - Maurice Malpas, allenatore di calcio e ex calciatore scozzese
- 1962 - Arild Monsen, ex fondista norvegese
- 1962 - Kieth O'dor, pilota automobilistico britannico († 1995)
- 1962 - Emilio Solfrizzi, attore e comico italiano
- 1962 - Vincenzo Voce, ingegnere ambientale, ambientalista e politico italiano
- 1963 - Arthur Adams, fumettista statunitense
- 1963 - Roberto Andreoli, ex calciatore italiano
- 1963 - Hu Zhangbao, ex cestista cinese
- 1963 - César Troncoso, attore uruguaiano
- 1963 - Francesco Vitucci, allenatore di pallacanestro italiano
- 1963 - Nazim Əliyev, ex calciatore azero
- 1964 - Brad Anderson, regista, sceneggiatore e produttore cinematografico statunitense
- 1964 - Levon Džulfalakjan, ex lottatore armeno
- 1964 - Neil Eckersley, ex judoka britannico
- 1964 - Luigi Galluzzo, giornalista, conduttore televisivo e scrittore italiano
- 1964 - Daniele Gas, disc jockey e produttore discografico italiano
- 1964 - Gary Hershberger, attore e sceneggiatore statunitense
- 1964 - Vakht'ang Iagorashvili, ex pentatleta sovietico
- 1964 - Marius Lăcătuș, allenatore di calcio, dirigente sportivo e ex calciatore rumeno
- 1964 - Per Pedersen, ex ciclista su strada danese
- 1964 - Charles Edwin Powell, attore statunitense
- 1965 - Kéthévane Davrichewy, scrittrice francese
- 1965 - Deborah Harkness, scrittrice e storica statunitense
- 1965 - Amy Holton, ex tennista statunitense
- 1965 - Clara Jiménez, ex cestista spagnola
- 1965 - Aykut Kocaman, allenatore di calcio e ex calciatore turco
- 1965 - Julião Kutonda, calciatore angolano († 2004)
- 1965 - Elizabeth McIntyre, ex sciatrice freestyle statunitense
- 1965 - Svjatlana Paramyhina, ex biatleta bielorussa
- 1966 - Massimo De Solda, allenatore di calcio e ex calciatore italiano
- 1966 - Joël Jutge, ex arbitro di rugby a 15 e dirigente sportivo francese
- 1966 - Mike McCready, chitarrista statunitense
- 1966 - Serafino Murri, saggista, docente e regista italiano
- 1966 - Nomura Mansai, attore giapponese
- 1966 - Yoon Hyun, ex judoka sudcoreano
- 1967 - Joaquim Manuel Aguiar Serafim, ex calciatore e allenatore di calcio portoghese
- 1967 - Giancarlo Catarsi, scrittore italiano
- 1967 - Aubin Hueber, ex rugbista a 15 e allenatore di rugby a 15 francese
- 1967 - Erland Johnsen, allenatore di calcio e ex calciatore norvegese
- 1967 - Antonio Lombardi, imprenditore italiano
- 1967 - Maria Noon, ex cestista neozelandese
- 1967 - Bianca Poggianti, astronoma italiana
- 1967 - Carolyn Suzanne Sapp, modella statunitense
- 1967 - Franck Silvestre, ex calciatore francese
- 1967 - Markus Wuckel, ex calciatore tedesco orientale
- 1968 - Javier Baena, ex calciatore argentino
- 1968 - Steve Bardo, ex cestista statunitense
- 1968 - Paula Cole, cantante statunitense
- 1968 - Șerban Nicolae, politico e avvocato rumeno
- 1968 - Roderick Vonhögen, prete olandese
- 1968 - Rosen Željazkov, politico e avvocato bulgaro
- 1969 - Ntinos Aggelidīs, ex cestista greco
- 1969 - Pavlo Chnykin, ex nuotatore ucraino
- 1969 - Vjačeslav Džavanjan, ex ciclista su strada sovietico
- 1969 - Mauro Gigli, militare italiano († 2010)
- 1969 - Pontus Kåmark, ex calciatore svedese
- 1969 - Almklausi, disc jockey e cantante tedesco
- 1969 - Sinisa Malesevic, sociologo irlandese
- 1969 - Tomislav Piplica, ex calciatore bosniaco
- 1969 - Ravindra Prabhat, poeta e giornalista indiano
- 1969 - Lars Søndergaard, allenatore di calcio e ex calciatore danese
- 1969 - Rochelle Walensky, medico e funzionaria statunitense
- 1970 - Valérie Bonneton, attrice francese
- 1970 - Diamond D, produttore discografico e rapper statunitense
- 1970 - Duca Leindecker, compositore, cantante e scrittore brasiliano
- 1970 - Thea Gill, attrice canadese
- 1970 - Miho Hatori, cantante giapponese
- 1970 - Giordano Rota, monaco cristiano italiano
- 1971 - Krista Allen, attrice e ex modella statunitense
- 1971 - Austin Berry, ex calciatore costaricano
- 1971 - Simona Cavallari, attrice italiana
- 1971 - Pavel Čumačenko, ex pesista russo
- 1971 - Alessandro Fusina, allenatore di pallamano e ex pallamanista italiano
- 1971 - Victoria Hamilton, attrice britannica
- 1971 - Kim Soo-nyung, ex arciera sudcoreana
- 1971 - Rocío Muñoz-Cobo, attrice e conduttrice televisiva spagnola
- 1971 - Nelson Parraguez, ex calciatore cileno
- 1972 - Florinda Cambria, filosofa, traduttrice e saggista italiana
- 1972 - Franck Carmagnolle, ex sciatore alpino francese
- 1972 - Héctor Manuel González, ex calciatore ecuadoriano
- 1972 - Pat Green, cantautore statunitense
- 1972 - Volodymyr Kaljužnyj, schermidore ucraino
- 1972 - Paul Okon, allenatore di calcio e ex calciatore australiano
- 1972 - Miriam Owiti, ex cestista keniota
- 1972 - Waylon Payne, attore, cantante e musicista statunitense
- 1972 - Junko Takeuchi, attrice e doppiatrice giapponese
- 1973 - Davit Babayan, politico karabakho
- 1973 - Tony Banks, ex giocatore di football americano statunitense
- 1973 - Élodie Bouchez, attrice francese
- 1973 - Brendan Cannon, ex rugbista a 15 australiano
- 1973 - Yann Delaigue, ex rugbista a 15 francese
- 1973 - Fabrizio Pescatori, ex nuotatore italiano
- 1973 - Katia Serra, ex calciatrice e telecronista sportiva italiana
- 1973 - Roberto Simonetti, politico italiano
- 1973 - Sergej Skorovič, allenatore di calcio a 5 e ex giocatore di calcio a 5 russo
- 1973 - Lidia Trettel, ex snowboarder italiana
- 1973 - Pharrell Williams, cantautore, musicista e produttore discografico statunitense
- 1973 - Mauro Zanetti, ex ciclista su strada italiano
- 1974 - Julien Boutter, ex tennista francese
- 1974 - Chaiya Mitchai, cantante e attore thailandese
- 1974 - Katja Holanti, ex biatleta finlandese
- 1974 - Roohallah Jomei, politico e giornalista iraniano
- 1974 - Ariel López, ex calciatore argentino
- 1974 - Jürgen Malbeck, ex cestista tedesco
- 1974 - Lukas Ridgeston, attore pornografico slovacco
- 1974 - Éva Seres, ex cestista ungherese
- 1974 - Vjačeslav Voronin, ex altista russo
- 1975 - Kémoko Camara, ex calciatore guineano
- 1975 - Enrico Cardile, ingegnere italiano
- 1975 - Diego Crivellari, politico italiano
- 1975 - Serhij Dejneko, generale e poliziotto ucraino
- 1975 - John Hartson, ex calciatore gallese
- 1975 - Juicy J, produttore discografico e rapper statunitense
- 1975 - Serhij Klyment'jev, ex hockeista su ghiaccio ucraino
- 1975 - Caitlin Moran, scrittrice e giornalista inglese
- 1975 - Krisztián Németh, allenatore di calcio e ex calciatore slovacco
- 1975 - Marcos Vales, ex calciatore spagnolo
- 1975 - Manuel Vanuzzo, cestista e allenatore di pallacanestro italiano
- 1975 - Shammond Williams, ex cestista statunitense
- 1976 - Péter Biros, pallanuotista ungherese
- 1976 - Sterling K. Brown, attore statunitense
- 1976 - Aleksei Budõlin, ex judoka estone
- 1976 - Kim Collins, ex velocista nevisiano
- 1976 - Luis de Agustini, ex calciatore uruguaiano
- 1976 - Ike Hilliard, ex giocatore di football americano statunitense
- 1976 - Simone Inzaghi, allenatore di calcio e ex calciatore italiano
- 1976 - Paolo Lampredi, ex sciatore alpino italiano
- 1976 - Kai Michalke, allenatore di calcio e ex calciatore tedesco
- 1976 - Fernando Morientes, allenatore di calcio e ex calciatore spagnolo
- 1976 - Chisato Nagaoka, bobbista giapponese
- 1976 - Brian O'Meara, ex rugbista a 15 irlandese
- 1976 - Cyrille Oumedjkane, tuffatore francese
- 1976 - Roberto Pinto, allenatore di calcio, dirigente sportivo e ex calciatore tedesco
- 1976 - Henrik Stenson, golfista svedese
- 1976 - Valeria Straneo, maratoneta italiana
- 1976 - Verdiano Vera, compositore, paroliere e produttore discografico italiano
- 1976 - Anouska van der Zee, ex ciclista su strada e pistard olandese
- 1977 - Zak Bagans, regista e scrittore statunitense
- 1977 - Bülent Bilgen, ex calciatore austriaco
- 1977 - Marc Bulger, ex giocatore di football americano statunitense
- 1977 - John Congleton, produttore discografico e musicista statunitense
- 1977 - Marco De Gasperi, fondista di corsa in montagna italiano
- 1977 - Jonathan Erlich, allenatore di tennis e ex tennista israeliano
- 1977 - Daniel Majstorović, ex calciatore svedese
- 1977 - Sasha Meneghetti, ex hockeista su ghiaccio italiano
- 1977 - Martin Plüss, ex hockeista su ghiaccio svizzero
- 1977 - Daniele Raffaeli, doppiatore e direttore del doppiaggio italiano
- 1977 - Alessandro Rivali, giornalista, scrittore e poeta italiano
- 1977 - Vanessa Scalera, attrice italiana
- 1977 - Jermaine Walker, cestista statunitense († 2024)
- 1978 - Franziska van Almsick, ex nuotatrice tedesca
- 1978 - Jérôme Arpinon, allenatore di calcio francese
- 1978 - Dwain Chambers, ex velocista e ex giocatore di football americano britannico
- 1978 - Marcone Amaral Costa Júnior, ex calciatore brasiliano
- 1978 - Tarek El-Said, ex calciatore egiziano
- 1978 - Stephen Jackson, ex cestista statunitense
- 1978 - Sohyang, cantante e scrittrice sudcoreana
- 1978 - Olek, artista polacca
- 1978 - Jairo Patiño, allenatore di calcio e ex calciatore colombiano
- 1978 - Helgi Petersen, ex calciatore faroese
- 1978 - Steinar Tenden, ex calciatore norvegese
- 1978 - Arnaud Tournant, ex pistard francese
- 1978 - Christiano Florêncio da Silva, ex calciatore brasiliano
- 1979 - Anas Al-Zboun, ex calciatore giordano
- 1979 - Vlada Avramov, allenatore di calcio e ex calciatore serbo
- 1979 - Nisha Ayub, attivista malese
- 1979 - Todd Berger, attore, sceneggiatore e regista statunitense
- 1979 - Josh Boone, regista e sceneggiatore statunitense
- 1979 - Christian Caliandro, storico dell'arte italiano
- 1979 - Chen Yanqing, sollevatrice cinese
- 1979 - Carolina Di Domenico, conduttrice televisiva, conduttrice radiofonica e attrice italiana
- 1979 - Elena Fomina, allenatrice di calcio e ex calciatrice russa
- 1979 - Fabrice Gazin, schermidore francese
- 1979 - Pierluigi Gentile, ex rugbista a 15, ex rugbista a 13 e dirigente sportivo italiano
- 1979 - Pavel Harçik, ex calciatore turkmeno
- 1979 - Timo Hildebrand, ex calciatore tedesco
- 1979 - Giorgio La Vista, allenatore di calcio e ex calciatore italiano
- 1979 - Marios Lekkas, modello greco
- 1979 - Imany, cantante e modella francese
- 1979 - Barel Mouko, ex calciatore della Repubblica del Congo
- 1979 - Cesare Natali, ex calciatore italiano
- 1979 - Mitsuo Ogasawara, ex calciatore giapponese
- 1979 - Alexander Resch, ex slittinista tedesco
- 1979 - Song Dae-nam, judoka sudcoreano
- 1979 - Jørgen Tengesdal, allenatore di calcio e ex calciatore norvegese
- 1979 - Andrius Velička, ex calciatore lituano
- 1979 - Elvis Vermeulen, rugbista a 15 francese
- 1980 - Damien Abad, politico francese
- 1980 - Glenn Andersen, ex calciatore norvegese
- 1980 - Stephen Black, ex cestista australiano
- 1980 - Matt Bonner, ex cestista statunitense
- 1980 - Alberta Brianti, ex tennista italiana
- 1980 - Jonathan Donais, chitarrista statunitense
- 1980 - Mario Kasun, ex cestista croato
- 1980 - Joris Mathijsen, dirigente sportivo e ex calciatore olandese
- 1980 - Rasmus Quist Hansen, canottiere danese
- 1980 - Beth Rodden, arrampicatrice statunitense
- 1980 - Odlanier Solís, pugile cubano
- 1980 - Mompati Thuma, ex calciatore botswano
- 1981 - Frida Appelgren, cantante svedese
- 1981 - Leandro Benítez, allenatore di calcio e ex calciatore argentino
- 1981 - Thomas Blaschek, ex ostacolista e ex bobbista tedesco
- 1981 - Peter Doležaj, calciatore slovacco
- 1981 - Matthew Emmons, tiratore a segno statunitense
- 1981 - Edison Giménez, ex calciatore paraguaiano
- 1981 - Nathan Justin, ex calciatore santaluciano
- 1981 - Mariqueen Maandig, cantante e musicista statunitense
- 1981 - Michael Monsoor, militare statunitense († 2006)
- 1981 - Marissa Nadler, cantautrice statunitense
- 1981 - Tom Riley, attore britannico
- 1981 - Eugenio Siller, attore messicano
- 1981 - Pieter Weening, ex ciclista su strada olandese
- 1982 - Hayley Atwell, attrice britannica
- 1982 - Lacey Duvalle, ex attrice pornografica statunitense
- 1982 - Jon André Fredriksen, calciatore norvegese
- 1982 - Thomas Hitzlsperger, dirigente sportivo e ex calciatore tedesco
- 1982 - Inna Kočubej, ex cestista e allenatrice di pallacanestro ucraina
- 1982 - Masia One, rapper canadese
- 1982 - Alexandre Prémat, pilota automobilistico francese
- 1982 - Hubert Schwab, ex ciclista su strada svizzero
- 1982 - Marcel Seip, ex calciatore olandese
- 1982 - Roberto Tartaglia, magistrato italiano
- 1982 - Kris Vernarsky, ex hockeista su ghiaccio statunitense
- 1982 - Matheus Vivian, ex calciatore brasiliano
- 1982 - Fernando Wilhelm, giocatore di calcio a 5 argentino
- 1983 - Jaime Castrillón, ex calciatore colombiano
- 1983 - Vincent Demarconnay, ex calciatore francese
- 1983 - John Garae, ex calciatore vanuatuano
- 1983 - Fousseny Kamissoko, ex calciatore ivoriano
- 1983 - Ralf Kreuzer, ex sciatore alpino svizzero
- 1983 - Ángel López Pérez, allenatore di calcio spagnolo
- 1983 - Jorge Andrés Martínez, ex calciatore uruguaiano
- 1983 - Giuseppe Mazzanti, ex giocatore di baseball italiano
- 1983 - Brock Radunske, ex hockeista su ghiaccio canadese
- 1983 - Yohann Sangaré, ex cestista francese
- 1983 - Shikha Uberoi, ex tennista indiana
- 1984 - Marshall Allman, attore statunitense
- 1984 - Aram Mp3, cantautore, comico e showman armeno
- 1984 - Rune Brattsveen, ex biatleta norvegese
- 1984 - Rodney Carney, ex cestista statunitense
- 1984 - Maartje Goderie, hockeista su prato olandese
- 1984 - Vereniki Goneva, rugbista a 15 figiano
- 1984 - Darija Jurak, ex tennista croata
- 1984 - Dejan Kelhar, ex calciatore sloveno
- 1984 - Dmitrij Kozončuk, ex ciclista su strada russo
- 1984 - Ondřej Kušnír, calciatore ceco
- 1984 - Peter Penz, ex slittinista austriaco
- 1984 - Cristian Săpunaru, calciatore rumeno
- 1984 - Ilgiz Tantashev, arbitro di calcio uzbeko
- 1984 - Fabio Vitaioli, calciatore sammarinese
- 1984 - Shin Min-a, attrice e ex modella sudcoreana
- 1984 - Kishō Yano, calciatore giapponese
- 1985 - Erwin l'Ami, scacchista olandese
- 1985 - Diego Barcelos, ex calciatore brasiliano
- 1985 - Daniel Congré, ex calciatore francese
- 1985 - Paola Deiana, politica italiana
- 1985 - Flowsik, rapper, compositore e cantautore statunitense
- 1985 - Federico Forlai, giocatore di football americano italiano
- 1985 - Parnel Guerrier, ex calciatore haitiano
- 1985 - Jolanda Keizer, multiplista olandese
- 1985 - Sergej Khachatryan, violinista armeno
- 1985 - Felipe Lima, ex nuotatore brasiliano
- 1985 - Júnior César Moreira da Cunha, ex calciatore brasiliano
- 1985 - Khadim N'Diaye, calciatore senegalese
- 1985 - Linas Pilibaitis, calciatore lituano
- 1985 - Angela Schirò, politica italiana
- 1985 - Fábio Emanuel Moreira Silva, ex calciatore portoghese
- 1985 - Jan Smeets, scacchista olandese
- 1985 - Marcin Smoliński, calciatore polacco
- 1985 - Kristof Vandewalle, ex ciclista su strada belga
- 1986 - Anna Sophia Berglund, attrice e modella statunitense
- 1986 - Gloria Campaner, pianista italiana
- 1986 - Diego Chará, calciatore colombiano
- 1986 - Charlotte Flair, wrestler statunitense
- 1986 - Jérôme Hergault, calciatore francese
- 1986 - Aleksandr Kacalapov, ex calciatore russo
- 1986 - Róbert Kasza, pentatleta ungherese
- 1986 - Eetu Muinonen, ex calciatore finlandese
- 1986 - Gyno Pomare, ex cestista statunitense
- 1986 - Manuel Ruz, ex calciatore spagnolo
- 1986 - Albert Selimov, pugile russo
- 1986 - Melita Toniolo, showgirl, modella e conduttrice televisiva italiana
- 1986 - Laurie Weeks, ex rugbista a 15 australiano
- 1987 - Dave Attwood, rugbista a 15 britannico
- 1987 - Bart van Brakel, ex calciatore olandese
- 1987 - Darren Cave, ex rugbista a 15 nordirlandese
- 1987 - Pedro Fernández, calciatore argentino
- 1987 - Max Grün, calciatore tedesco
- 1987 - Balázs Hárai, pallanuotista ungherese
- 1987 - Litku Klemetti, cantante finlandese
- 1987 - Anton Kokorin, velocista russo
- 1987 - Fëdor Kudrjašov, ex calciatore russo
- 1987 - Sergei Lepmets, ex calciatore estone
- 1987 - Vito Mazzeo, ballerino italiano
- 1987 - Raffaello, cantante italiano
- 1987 - Etiënne Reijnen, allenatore di calcio, dirigente sportivo e ex calciatore olandese
- 1987 - Calu Rivero, attrice e modella argentina
- 1987 - Dario Sammartino, giocatore di poker italiano
- 1987 - Juan Ignacio Sills, calciatore argentino
- 1987 - Uğur Uçar, allenatore di calcio e ex calciatore turco
- 1987 - Julien Zuppardi, ex giocatore di football americano francese
- 1988 - Gerson Acevedo, ex calciatore cileno
- 1988 - Teresa Patricia Almeida, pallamanista angolana
- 1988 - Quade Cooper, rugbista a 15 e pugile neozelandese
- 1988 - Jonathan Davies, rugbista a 15 britannico
- 1988 - Alex Fridman, attivista e politico bielorusso
- 1988 - Geworg Ġazaryan, ex calciatore armeno
- 1988 - Alisha Glass, allenatrice di pallavolo e pallavolista statunitense
- 1988 - Matthias Jaissle, allenatore di calcio e ex calciatore tedesco
- 1988 - Cory Johnson, cestista statunitense
- 1988 - Jon Kwang-ik, calciatore nordcoreano
- 1988 - Aleksandar Milušev, calciatore macedone
- 1988 - David Owino, calciatore keniota
- 1988 - Perry Petty, cestista statunitense
- 1988 - Fiona Rene, attrice statunitense
- 1988 - Pape Sy, ex cestista francese
- 1988 - Alex Valentini, calciatore italiano
- 1988 - Aleksej Volkov, ex biatleta russo
- 1988 - Laurelle Weigl, ex cestista canadese
- 1989 - Yémi Apithy, schermidore francese
- 1989 - Liemarvin Bonevacia, velocista olandese
- 1989 - Kris Bowers, compositore, musicista e produttore discografico statunitense
- 1989 - Ezequiel D'Angelo, calciatore argentino
- 1989 - Freddie Fox, attore britannico
- 1989 - Emre Güral, calciatore tedesco
- 1989 - Justin Holiday, cestista statunitense
- 1989 - Lily James, attrice britannica
- 1989 - Amadou Kader, calciatore nigerino
- 1989 - Kyaw Zin, ex nuotatore birmano
- 1989 - Kalis Loyd, cestista svedese
- 1989 - Manuele Marchiani, pallavolista italiano
- 1989 - Marcel Oster, ex slittinista tedesco
- 1989 - Jonathan Rossini, ex giocatore di calcio a 5 e calciatore svizzero
- 1989 - Kiki Sukezane, attrice giapponese
- 1989 - Martyna Trajdos, judoka tedesca
- 1989 - Trần Lê Quốc Toàn, sollevatore vietnamita
- 1989 - Caia van Maasakker, hockeista su prato olandese
- 1990 - Amer Said Al-Shatri, calciatore omanita
- 1990 - Colby Cameron, ex giocatore di football americano e allenatore di football americano statunitense
- 1990 - Chen Huijia, nuotatrice cinese
- 1990 - Alex Cuthbert, rugbista a 15 britannico
- 1990 - Fredy Hinestroza, calciatore colombiano
- 1990 - Didier Kadio, calciatore ivoriano
- 1990 - Kim Jung-hyun, attore sudcoreano
- 1990 - Haruma Miura, attore e cantante giapponese († 2020)
- 1990 - Ismaeel Mohammad, calciatore qatariota
- 1990 - Ricarda Multerer, schermitrice tedesca
- 1990 - Iryna Pamjalova, canoista bielorussa
- 1990 - Soap&Skin, cantautrice austriaca
- 1990 - Miloš Radivojević, calciatore serbo
- 1990 - Silvio Reffo, arrampicatore italiano
- 1990 - Rakieem Salaam, velocista statunitense
- 1990 - Jakub Sedláček, hockeista su ghiaccio ceco
- 1990 - Michal Seidler, giocatore di calcio a 5 e ex calciatore ceco
- 1990 - Sercan Yıldırım, ex calciatore turco
- 1990 - CJ Stander, rugbista a 15 sudafricano
- 1990 - Género Zeefuik, ex calciatore olandese
- 1991 - Deniz Baysal, attrice turca
- 1991 - Yassine Bounou, calciatore marocchino
- 1991 - Yann Boé-Kane, calciatore francese
- 1991 - Nathaniel Clyne, calciatore inglese
- 1991 - Jeremy Conley, giocatore di football americano statunitense
- 1991 - Nick Daniels, ex sciatore alpino statunitense
- 1991 - Fernando Elizari, calciatore argentino
- 1991 - Adriano Grimaldi, calciatore tedesco
- 1991 - Guilherme dos Santos Torres, calciatore brasiliano
- 1991 - Markus Lackner, calciatore austriaco
- 1991 - Joël Mall, calciatore svizzero
- 1991 - Nora Mørk, pallamanista norvegese
- 1991 - Ivan-Anton Vasilj, calciatore croato
- 1992 - Robin Book, calciatore svedese
- 1992 - Lossény Doumbia, calciatore nigerino
- 1992 - Emmalyn Estrada, cantautrice, ballerina e attrice canadese
- 1992 - Shintarō Kurumaya, calciatore giapponese
- 1992 - Giuliano Mattiello, pallanuotista italiano
- 1992 - Donald Nzé, calciatore gabonese
- 1992 - Alessia Orla, triatleta italiana
- 1992 - Erik Počanski, calciatore bulgaro
- 1992 - Kaveh Rezaei, calciatore iraniano
- 1992 - Spencer Rowe, pallavolista statunitense
- 1992 - Dmytro Ryžuk, calciatore ucraino
- 1992 - Geuvânio, calciatore brasiliano
- 1993 - Tammaro Cassandro, tiratore a volo italiano
- 1993 - Farad Cobb, ex cestista statunitense
- 1993 - Maya DiRado, nuotatrice statunitense
- 1993 - Laura Feiersinger, calciatrice austriaca
- 1993 - Dīmītrios Ferfelīs, calciatore tedesco
- 1993 - Marcel Franke, calciatore tedesco
- 1993 - Strahinja Gavrilović, cestista serbo
- 1993 - Bjorn Kristensen, calciatore maltese
- 1993 - Andreas Mpouchalakīs, calciatore greco
- 1993 - Mohamad Mulayes, pugile siriano
- 1993 - Rizvan Umarov, calciatore russo
- 1993 - Sarah Wickstrom, pallavolista statunitense
- 1993 - Scottie Wilbekin, cestista statunitense
- 1993 - Liuba Zaldívar, triplista cubana
- 1993 - Gastón Álvarez Suárez, calciatore argentino
- 1993 - Oleksandr Čornomorec', calciatore ucraino
- 1994 - Mateusz Bieniek, pallavolista polacco
- 1994 - Jonathan Borja, calciatore ecuadoriano
- 1994 - Sam Bosworth, canottiere neozelandese
- 1994 - Alejandro Duarte, calciatore tedesco
- 1994 - Jennifer Geerties, pallavolista tedesca
- 1994 - Kang I-seul, cestista sudcoreana
- 1994 - Thea LaFond, triplista e altista dominicense
- 1994 - Thomas Murray, canottiere neozelandese
- 1994 - Netinho, calciatore brasiliano
- 1994 - Shamoli Ray, ex arciera bangladese
- 1994 - Edem Rjaïbi, calciatore tunisino
- 1994 - Richard Sánchez, calciatore statunitense
- 1994 - Simona Tabasco, attrice italiana
- 1995 - Khalid Jalal, calciatore emiratino
- 1995 - Jonas Bösiger, snowboarder svizzero
- 1995 - Daniel Caesar, cantante canadese
- 1995 - Clara Direz, sciatrice alpina francese
- 1995 - Éder Ferreira Graminho, calciatore brasiliano
- 1995 - Sergio González, calciatore argentino
- 1995 - P.J. Hall, giocatore di football americano statunitense
- 1995 - Niall Keown, ex calciatore irlandese
- 1995 - Sei Muroya, calciatore giapponese
- 1995 - Nguyễn Phương Khánh, modella vietnamita
- 1995 - John Olav Norheim, calciatore norvegese
- 1995 - Hleb Rassadkin, calciatore bielorusso
- 1995 - Emerson Raymundo Santos, calciatore brasiliano
- 1995 - Sebastian Starke Hedlund, calciatore svedese
- 1995 - Zofia Wichłacz, attrice polacca
- 1996 - Fiifi Aidoo, cestista ghanese
- 1996 - Alyson Vinícius Almeida Neves, calciatore brasiliano
- 1996 - Abdelraouf Benguit, calciatore algerino
- 1996 - Mura Masa, musicista, disc jockey e cantautore britannico
- 1996 - Vince Edwards, cestista statunitense
- 1996 - Diego Flaccadori, cestista italiano
- 1996 - Gustavo Hebling, calciatore brasiliano
- 1996 - Trey Kell, cestista statunitense
- 1996 - Mao Kunii, ginnasta giapponese
- 1996 - Märten Kuusk, calciatore estone
- 1996 - Andoni López, calciatore spagnolo
- 1996 - Jake Mulraney, calciatore irlandese
- 1996 - Thomas Rodríguez, calciatore cileno
- 1996 - Ahmed Reda Tagnaouti, calciatore marocchino
- 1996 - Uğurcan Çakır, calciatore turco
- 1997 - Asia Durr, cestista statunitense
- 1997 - Hélder Ferreira, calciatore portoghese
- 1997 - Théa Greboval, calciatrice francese
- 1997 - Henry Hunter Hall, attore statunitense
- 1997 - Nina Kennedy, astista australiana
- 1997 - Vladlen Kozljuk, lottatore ucraino
- 1997 - Loriana Kuka, judoka kosovara
- 1997 - Ida Lien, biatleta norvegese
- 1997 - David Mayoral, ex calciatore spagnolo
- 1997 - Borja Mayoral, calciatore spagnolo
- 1997 - Abdelrahman Moustafa, calciatore qatariota
- 1997 - Alan Mozo, calciatore messicano
- 1997 - Dominik Mysterio, wrestler statunitense
- 1997 - Franco Pardo, calciatore argentino
- 1997 - Danel Sinani, calciatore serbo
- 1997 - Blu Yoshimi, attrice italiana
- 1997 - Kalif Young, cestista canadese
- 1998 - Yair Arismendi, calciatore argentino
- 1998 - Nathan Broadhead, calciatore gallese
- 1998 - Michaela Drummond, pistard e ciclista su strada neozelandese
- 1998 - Zachary Elbouzedi, calciatore irlandese
- 1998 - Fabio Maistro, calciatore italiano
- 1998 - Mohammed Khalil, calciatore palestinese
- 1998 - Aldair Domingos Paulo Neto, canoista angolano
- 1998 - Bryant Myers, rapper e cantante portoricano
- 1999 - Victor Caixeta, ballerino brasiliano
- 1999 - Noura Ennadi, ostacolista marocchina
- 1999 - Johanna Greber, ex sciatrice alpina austriaca
- 1999 - Jang Min-hee, arciera sudcoreana
- 1999 - Jan Král, calciatore ceco
- 1999 - Tōjirō Kubo, calciatore giapponese
- 1999 - Gabriel Novaes, calciatore brasiliano
- 1999 - Lorenzo Quartucci, ciclista su strada italiano
- 1999 - Simona Radiș, canottiera rumena
- 1999 - Josiah Scott, giocatore di football americano statunitense
- 1999 - Christian Sánchez, calciatore peruviano
- 1999 - Mio Yūki, attrice, modella e personaggio televisivo giapponese
- 2000 - Jurgen Ekkelenkamp, calciatore olandese
- 2000 - Erik Fetter, ciclista su strada e mountain biker ungherese
- 2000 - Tommaso Giacomel, biatleta italiano
- 2000 - Nick Hampton, giocatore di football americano statunitense
- 2000 - Naz Hillmon, cestista statunitense
- 2000 - Eleanor Holthaus, pallavolista statunitense
- 2000 - Nikola Krstović, calciatore montenegrino
- 2000 - Martin Marcellusi, ciclista su strada italiano
- 2000 - Bruny Nsimba, calciatore angolano
- 2000 - Brian Plat, calciatore olandese
- 2000 - Gregory Rousseau, giocatore di football americano statunitense
- 2000 - Sebastian Walukiewicz, calciatore polacco

## XXI secolo(38)
- 2001 - Thylane Blondeau, modella e attrice francese
- 2001 - Can Bozdoğan, calciatore tedesco
- 2001 - Chae Won-been, attrice sudcoreana
- 2001 - Timothé Crusol, cestista francese
- 2001 - Cristiano Ficco, sollevatore italiano
- 2001 - Marin Hamill, sciatrice freestyle statunitense
- 2001 - DeVere Levelston, giocatore di football americano statunitense
- 2001 - Ole Pohlmann, calciatore tedesco
- 2001 - Jamie Roche, calciatore svedese
- 2001 - Amuro Tsuzuki, surfista giapponese
- 2001 - Robbie Tucker, attore statunitense
- 2001 - Gonzalo Valdivia, calciatore argentino
- 2001 - Armel Zohouri, calciatore ivoriano
- 2001 - Umberto Zurlini, ginnasta italiano
- 2002 - Adrián Abadía, tuffatore spagnolo
- 2002 - Adrian Bajrami, calciatore albanese
- 2002 - Lorenzo Benati, velocista italiano
- 2002 - Paulina Cieślar, saltatrice con gli sci polacca
- 2002 - Taliese Fuaga, giocatore di football americano statunitense
- 2002 - Ethan Katzberg, martellista canadese
- 2002 - Marquinho, calciatore brasiliano
- 2002 - B.J. Ojulari, giocatore di football americano statunitense
- 2002 - Pablo Ortíz Orozco, calciatore messicano
- 2002 - Patricio Tanda, calciatore argentino
- 2002 - Lamiya Valiyeva, atleta paralimpica azera
- 2002 - Patrick Yazbek, calciatore australiano
- 2003 - Elijah Arroyo, giocatore di football americano statunitense
- 2003 - Matteo Hallissey, politico italiano
- 2003 - Vitalij Mandzyn, biatleta ucraino
- 2003 - Tetairoa McMillan, giocatore di football americano statunitense
- 2003 - Stênio, calciatore brasiliano
- 2004 - Miliano Jonathans, calciatore olandese
- 2005 - Fermín Aldeguer, pilota motociclistico spagnolo
- 2005 - Noel Buck, calciatore statunitense
- 2005 - Arkaitz Mariezkurrena, calciatore spagnolo
- 2005 - Guillermo Oroño, calciatore uruguaiano
- 2006 - Fidel Barajas, calciatore messicano
- 2006 - Facundo Techera, calciatore uruguaiano